# Шудомаріно
Шудома́ріно (рос. Шудомарино, марій. Шӱдымарий) — присілок у складі Новотор'яльського району Марій Ел, Росія. Входить до складу Пектубаєвського сільського поселення.

## Населення
Населення — 29 осіб (2010; 31 у 2002).
Національний склад (станом на 2002 рік):
- лучні марійці — 94 %